# 新日本妇人会

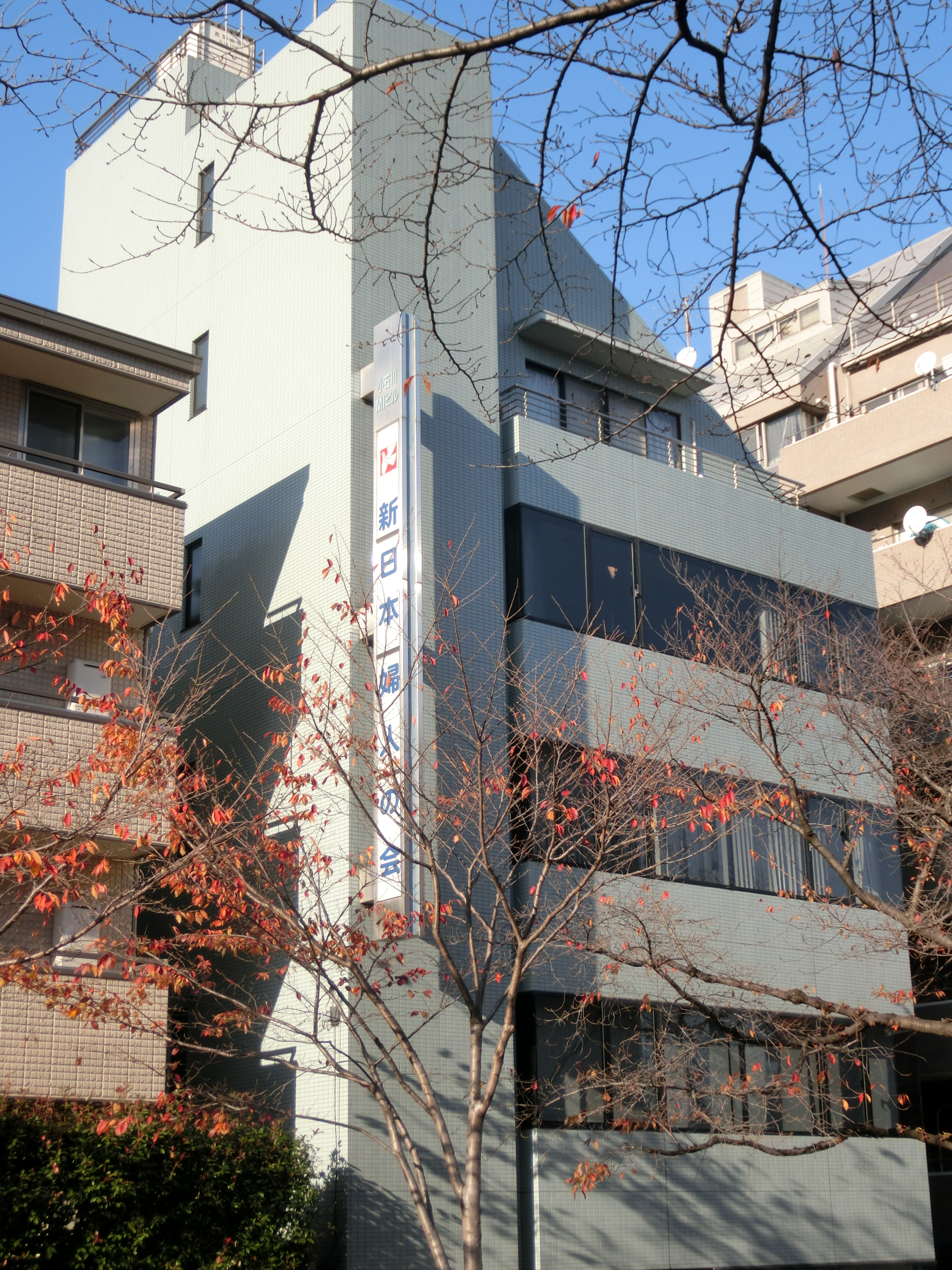
新日本妇人会中央本部

新日本妇人会（日语：／），简称新妇人，是日本的一个全国性妇女组织。该组织成立于1962年10月19日，是日本共产党事实上的妇女翼。2003年，该组织注册为联合国非政府组织，并获得联合国经济及社会理事会的特别咨商地位。该组织的本部地址为東京都文京区小石川五丁目10番20号。